# The Swing of Delight
The Swing of Delight é um álbum solo lançado em agosto de 1980 pelo guitarrista Carlos Santana.
O álbum chegou à 8ª posição na parada da Billboard.

## Faixas
Todas as faixas por Carlos Santana, exceto onde anotado.
1. "Swapan Tari" (Chimnoy) - 6:46
2. "Love Theme from 'Spartacus'" (North) - 6:50
3. "Phuler Matan" (Chimnoy) - 5:52
4. "Song for My Brother" - 6:56
5. "Jharna Kala" (Chimnoy) - 7:11
6. "Gardenia" - 7:08
7. "La Llave" - 3:40
8. "Golden Hours" - 6:36
9. "Shere Khan, the Tiger" (Shorter) - 5:45

## Músicos
- Carlos Santana - guitarra, violão, violão de 12 cordas, percussão
- Alex Ligertwood - vocais
- David Margen - baixo
- Tom Coster - teclados, vocais
- Graham Lear - bateria
- Raul Rekow - vocais, congas, percussão
- Orestes Vilato - vocais, timbales, percussão
- Armando Peraza - percussão, congas, bongô
- Francisco Aguabella - congas
- Russell Tubbs - flauta, saxofone soprano e tenor